# Роберт Б. Лафлин
Роберт Бетс Лафлин (енгл. Robert Betts Laughlin; Вајсејлија, 1. новембар 1950) је амерички физичар који је 1998. године, заједно са Хорстом Лудвигом Штермером и Данијелом Цуијем, добио Нобелову награду за физику „за откриће нове форме квантног флуида”.